# Ad beatissimi apostolorum principis

Wappen Benedikts XV.

Ad beatissimi Apostolorum principis ist eine Enzyklika des Papstes Benedikt XV., mit der er sich nach dem Ausbruch des Ersten Weltkrieges an die Regierenden der Welt wandte. Die Enzyklika wurde am 1. November 1914 veröffentlicht.

## Themen

### Friedensaufruf und Verdammung des Krieges
In seiner Antrittsenzyklika Ad beatissimi Apostolorum principis wurde Papst Benedikt XV. mit seinem päpstlichen Friedensprogramm sehr deutlich: Er rief zum Frieden in der Welt auf und forderte die Beendigung des Krieges, des Hasses und der Menschenverachtung. Er verurteilte den nationalistischen Egoismus, den Rassenhass und den Klassenkampf sowie die Entchristlichung der Gesellschaft. Wie aus dem Text der Enzyklika deutlich wird, ging es dem Papst dabei um die Verteidigung der bestehenden Ordnung, die durch die Erschütterungen des Krieges akut bedroht wurde. Sie war durch die Angst vor gesellschaftlichen Umbrüchen und sozialistischen Erhebungen motiviert, wie sie dann bei Kriegsende in Russland, Deutschland, Ungarn und anderen Ländern tatsächlich ausbrechen sollten.

### Gegen den Modernismus
In seinem apostolischen Rundschreiben, welches er nur wenige Monate nach seiner Amtseinführung veröffentlichte, wandte sich Benedikt XV. vehement gegen alle, die nur auf eigene Einsicht und Vernunft vertrauen, und vor allem auch gegen den theologischen Modernismus, den er eine „verderbliche Seuche“ nennt. Zugleich beendete der Papst die exzessive Verfolgung der innerkirchlichen (mitunter vermeintlichen) Modernisten durch extrem integrale Kräfte. Die Einheit der Kirche habe den Vorrang.

### Gefahren der Demokratie
Die Enzyklika verdammte „den fehlenden Respekt vor der Autorität jener, die herrschen und Macht ausüben“, und wandte sich gegen jede Form von „Demokratie“ in der Kirche. Die Demokratie trenne die göttliche Macht und untergrabe die Autorität zu den Vorgesetzten, so dass die Kompetenzen derart geschwächt würden und kaum noch existieren würden.

### Abwendung von Glaube und Religion
Benedikt XV. betrachtete die Krise der bürgerlichen Gesellschaft als Ergebnis der Abwendung von Glaube und Religion. Der gegenwärtige blutige Konflikt quäle die Nationen und erfülle ihn mit Angst und Sorge. Ein weiteres Übel wüte im innersten Herz der menschlichen Gesellschaft; dieser grauenhafte Krieg sei die Ursache für weitere Konflikte, denn seitdem Grundsätze und Praxis christlicher Weisheit, auf denen Friede und Stabilität der Institutionen beruhten, beim Regieren von Staaten nicht mehr beachtet würden, hätte dies zur Folge, dass die Grundlagen der Staaten notwendigerweise erschüttert würden. Die Ideen und die Moral der Menschen hätten sich außerdem derart verändert, dass das Ende der Zivilisation zu nahen scheine.

## Textausgaben
- ACTA BENEDICTI PP. XV: LITTERAE ENCYCLICAE … BENEDICTUS PP. XV … »Ad beatissimi Apostolorum Principis«. In: Acta Apostolicae Sedis 6. Jg. (1914), S. 565–581.
- Rundschreiben Unseres Heiligsten Vaters Benedikt XV. durch göttliche Vorsehung Papst vom 1. November 1914: Ad beatissimi Apostolorum Principis. Herder, Freiburg und Basel 1915.
- Benedikt XV.: Enzyklika „Ad beatissimi Apostolorum“, 1. Nov. 1914. In: Denzinger-Hünermann: Enchiridion Symbolorum, definitionum et declarationum de rebus fidei et morum. Freiburg im Breisgau, Herder, 39. Auflage 2001, Nrn. 3625–3626, S. 980–981. [Zentralste Aussagen der Enzyklika im lateinischer und deutscher Fassung]